# Area 51: Site 4
Area 51: Site 4 là một tựa game arcade súng nhẹ được hãng Atari Games phát triển vào năm 1998. Đây là phần tiếp theo của bản Area 51 đầu tiên. Mặc dù đồ họa đã được cải thiện, nhưng chúng dựa trên cùng công nghệ phát trực tuyến FMV như bản gốc và lối chơi vẫn chủ yếu giống với tựa game gốc.

## Lối chơi
Trò chơi được chia thành hai menu lớn: luyện tập thực địa và phiêu lưu. Luyện tập thực địa (Field Exercise) là chế độ chính trong game. Các màn huấn luyện dựa trên những nhiệm vụ ngắn, trong đó người chơi phải hoàn thành tất cả "thử thách huấn luyện" và "nhiệm vụ thực tế" (theo thứ tự). Hoàn thành tất cả các thử thách huấn luyện sẽ liên quan đến việc bắn hạ những con zombie có trong phòng thí nghiệm, bắn những con giòi khổng lồ cố gắng đào bới nhắm vào bệnh nhân trong bệnh xá, bảo vệ một chiếc xe buýt khỏi người ngoài hành tinh cố gắng lăn qua và phá hủy phi thuyền ngoài hành tinh, tháp pháo và tên lửa. Trong nhiệm vụ cuối cùng, người chơi phải vào một nhà kho khổng lồ để tiêu diệt một người ngoài hành tinh đỏ khổng lồ với nhiều chi, bắn zombie và người ngoài hành tinh. Người chơi sẽ mất mạng nếu bị kẻ thù tấn công, bắn trúng một thành viên trong nhóm S.T.A.A.R., không hoàn thành chỉ tiêu hoặc để xe buýt vượt qua nơi người chơi phải bảo vệ nó.
Sau khi hoàn thành game, một đoạn clip ngắn được phát liên quan đến những thành viên S.T.A.A.R., kết thúc bằng thông điệp, "S.T.A.A.R. Wants You!" tương tự như áp phích tuyển quân Chú Sam trong thế giới thực. Đoạn phim giới thiệu chỉ được nhìn thấy trong mục chơi attach như một vòng lặp mở đầu. Các đoạn liệt kê êkíp cuối game chỉ có thể được nhìn thấy sau khi chơi mà không đặt tên viết tắt.